# Anders Johansson i Lövåsen
Anders Johansson (i riksdagen kallad Johansson i Lövåsen), född 11 december 1831 i Leksbergs socken, Skaraborgs län, död 4 januari 1908 i Lövåsen, var en svensk lantbrukare och riksdagsman.
Johansson var lantbrukare i Lövåsen i Skaraborgs län. Han var ledamot av andra kammaren i Sveriges riksdag för Vadsbo norra domsagas valkrets. I riksdagen skrev han tolv motioner bland annat om fläsktull och ersättning till rusthållare för vid möten skadade nummerhästar och inrättande av riksbankens avdelningskontor i Mariestad.